# Датч-стрит (Манхэттен)
Датч-стрит (англ. Dutch Street) — небольшая улица в Нижнем Манхэттене, Нью-Йорк. Улица проходит от Фултон- до Джон-стрит. Параллельно улице восточнее её проходит Уильям-стрит, западнее — Нассо-стрит. Движение по Датч-стрит одностороннее.
По одной версии, своё название Датч-стрит получила в честь основателей города, голландцев (англ. dutch), по другой — по своей близости к Старой Северной Голландской церкви, которая в 1769—1875 годах располагалась на западной стороне Уильям-стрит между Энн- и Фултон-стрит. Датч-стрит была проложена ещё в 1730 году, однако оставалась безымянной вплоть до 1789 года.
В 1806 году 24-летний иммигрант из Англии Уильям Колгейт основал на Датч-стрит компанию William Colgate & Company по производству крахмала, мыла и свечей. По улице, расположенной в престижном районе, часто ходили высокопоставленные чиновники и зажиточные граждане, поэтому фамилия Колгейт быстро стала у горожан на слуху. Мастерская Колгейта находилась на Датч-стрит вплоть до 1910 года. Ныне компания Colgate-Palmolive является одним из мировых лидеров по производству чистящих средств.
По адресу Датч-стрит, 15 ныне расположено дошкольное учреждение Даунтаун-Литтл-Скул (англ. Downtown Little School). Ближайшей к Датч-стрит станцией метро является Фултон-стрит (2, 3, A, C).

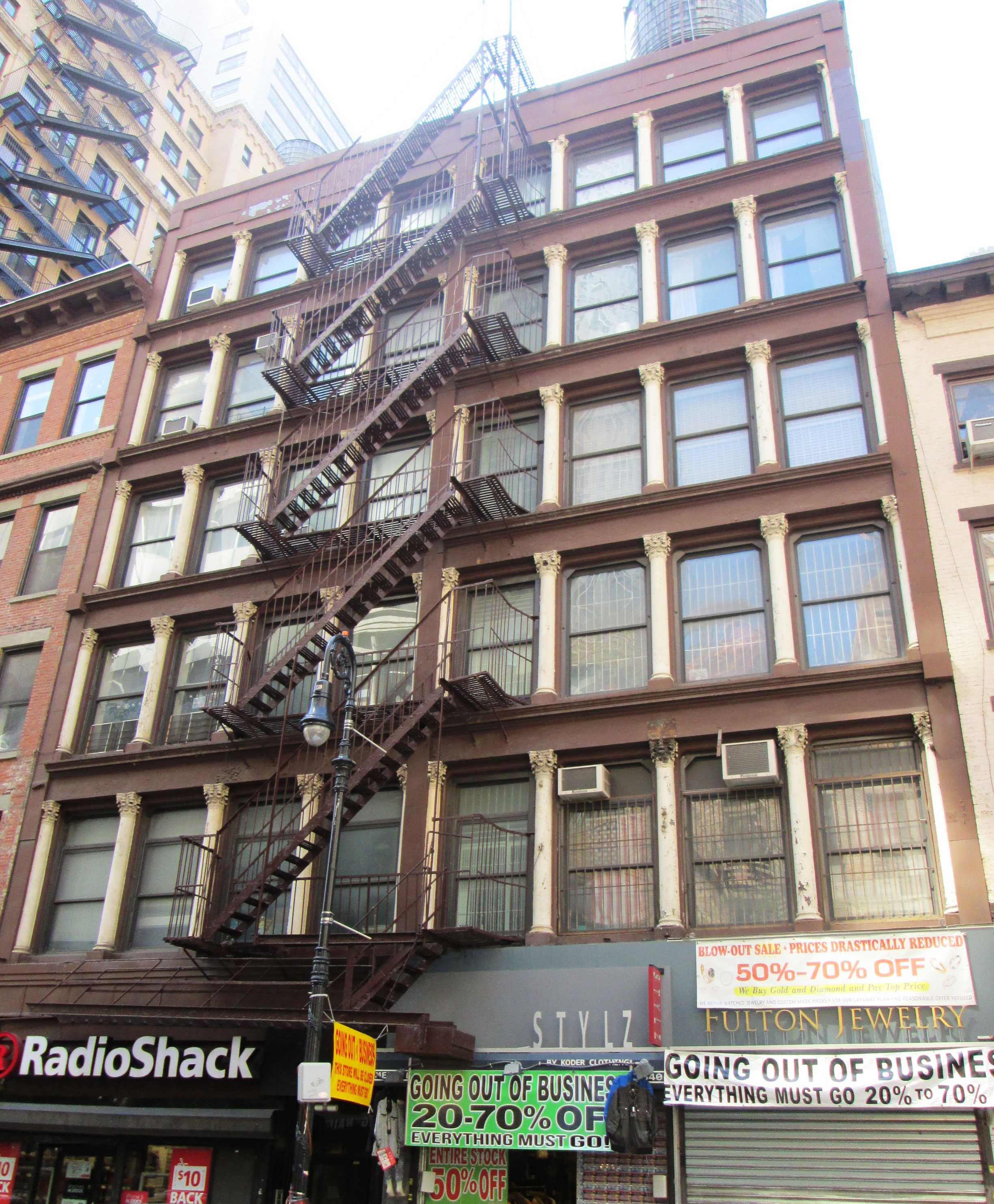
Здание на Фултон-стрит, 114-116 у пересечения с Датч-стрит
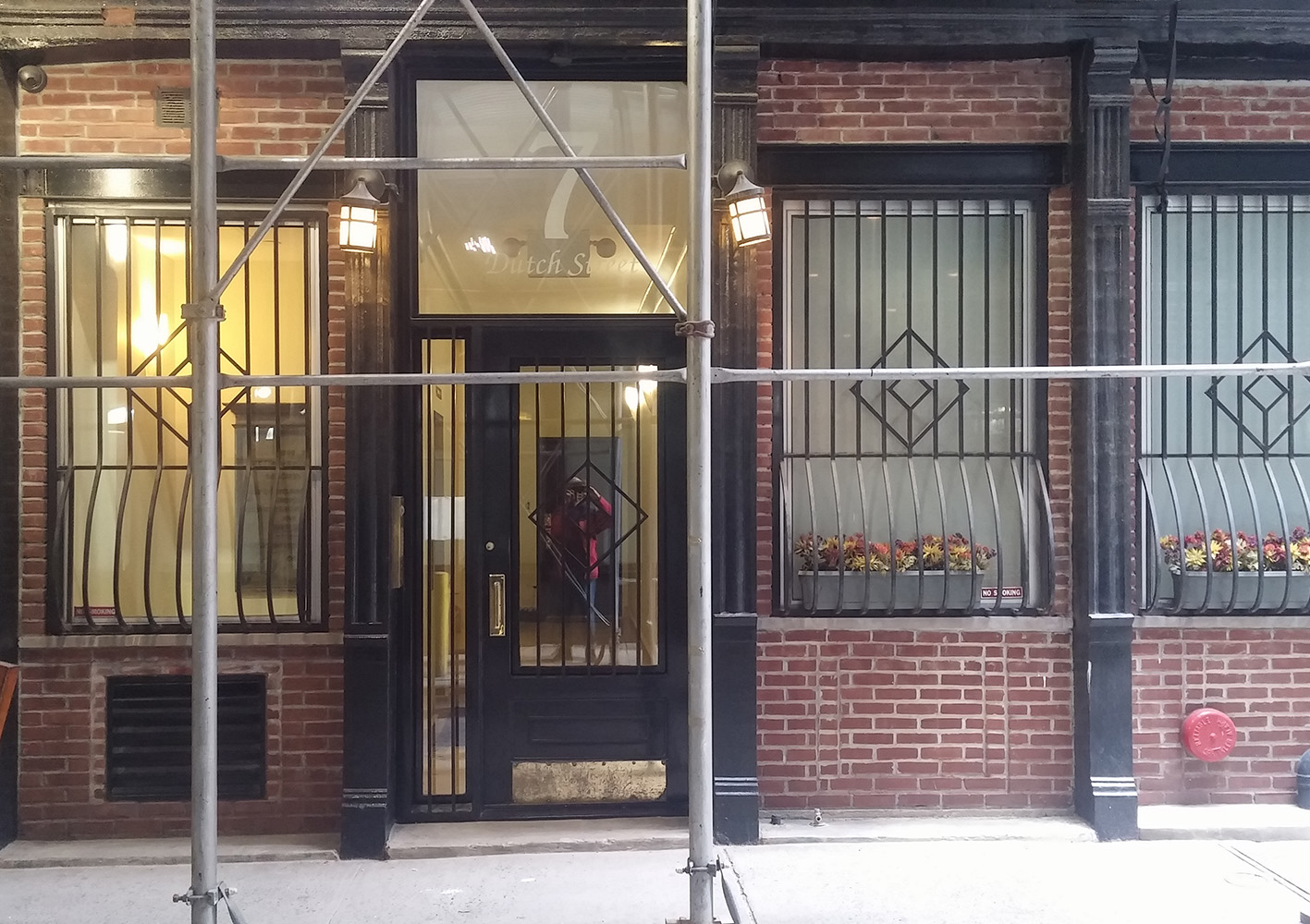
Вход в дом 7 на Датч-стрит